# Jacobaea insubrica
Il  senecione insubrico (nome scientifico  Jacobaea insubrica   (Chenevard) Galasso & Bartolucci, 2015 ) è una specie di pianta angiosperma dicotiledone della famiglia delle Asteraceae (sottofamiglia Asteroideae).

## Etimologia
Il nome del genere (Jacobaea) potrebbe derivare da due fonti possibili: (1) da San Giacomo (o Jacobus); oppure (2) in riferimento all'isola di Santiago (Capo Verde). L'epiteto specifico ( insubrica) fa riferimento all'antico territorio dell'Insubria, regione compresa fra il Po e i laghi prealpini.
Il nome scientifico della specie è stato definito dai botanici Paul Chenevard (1839-1919), Gabriele Galasso (1967-) e Fabrizio Bartolucci (1977-) nella pubblicazione " Natural History Sciences. Milan" ( Nat. Hist. Sci. 2(2): 95) del 2015.

## Descrizione

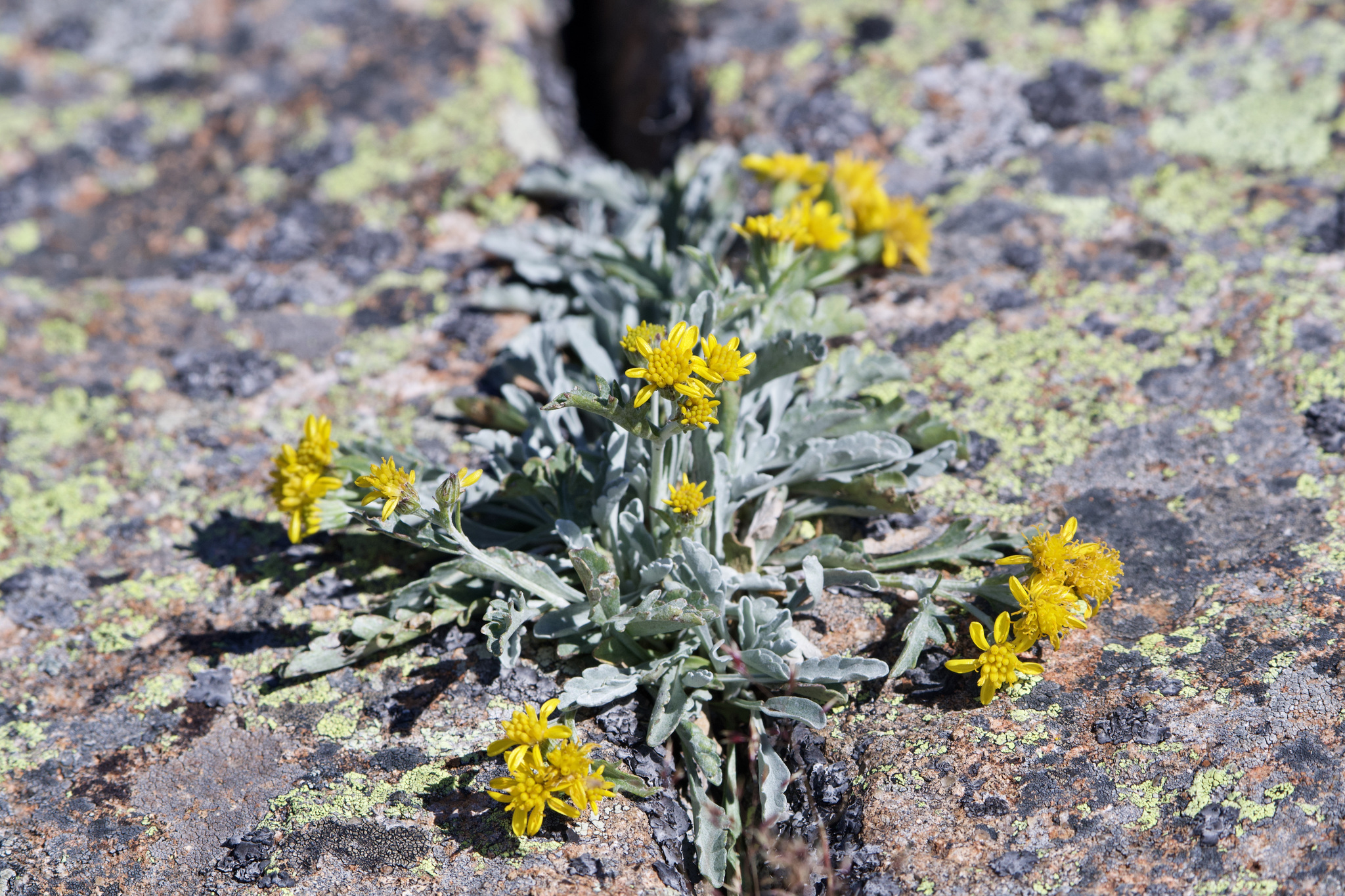
Il portamento

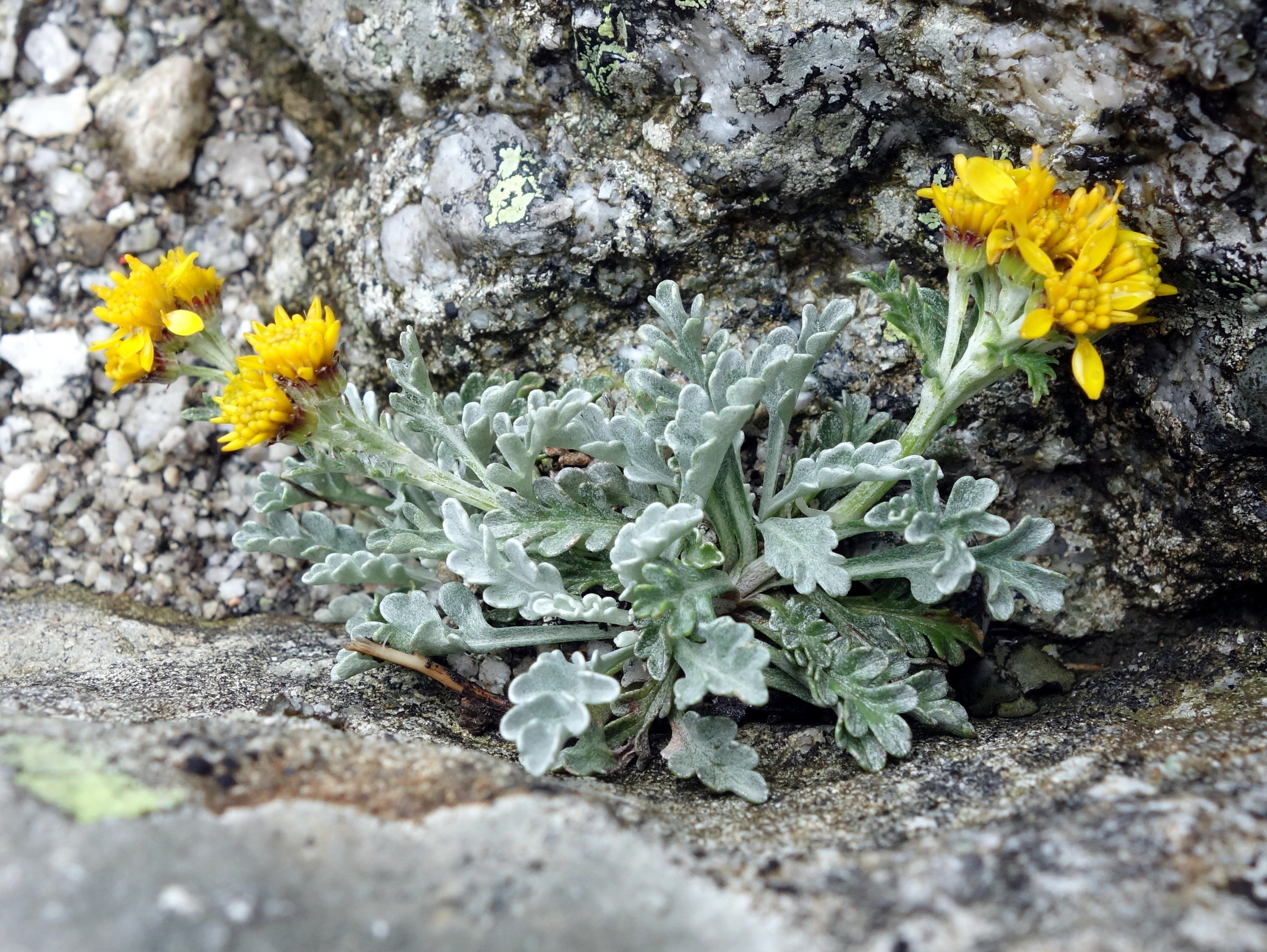
Le foglie

Habitus. L'altezza di queste piante varia da alcuni centimetri fino al massimo 4 – 9 cm. La forma biologica prevalente è emicriptofita scaposa (H scap), ossia sono piante perenni, con gemme svernanti al livello del suolo e protette dalla lettiera o dalla neve, dotate di un asse fiorale eretto e spesso privo di foglie. Queste piante possiedono al loro interno delle sostanze chimiche quali i lattoni sesquiterpenici e alcaloidi pirrolizidinici.
Radici. Le radici in genere sono secondarie da rizoma e possono essere fibrose.
Fusto. 
- Parte ipogea: la parte sotterranea consiste in un rizoma. I rizomi sono striscianti o legnosi.
- Parte epigea: la parte aerea del fusto è eretta o obliqua.

Foglie. Le foglie sono sia basali che cauline disposte in modo alternato. Sono picciolate; il picciolo è lungo 1 - 2 volte la lunghezza della lamina. La forma della lamina è profondamente lobata o variamente divisa in segmenti spatolati, allargati verso l'apice (possono ricoprirsi sui bordi). I margini dei lobi sono interi o dentati o lobati. La lamina è bruscamente ristretta alla base. Le foglie cauline sono minori e generalmente pennatosette.
Infiorescenza.  Le sinflorescenze sono composte da alcuni (2 - 6) capolini (ma anche uno solo) organizzati in formazioni corimbose. Le infiorescenze vere e proprie sono formate da un capolino terminale peduncolato di tipo radiato. Alla base dell'involucro (la struttura principale del capolino) può essere presente un calice formato da alcune brattee fogliacee (chiamate brattee esterne). I capolini sono formati da un involucro, con forme da cilindriche a campanulate o emisferiche, composto da diverse brattee, al cui interno un ricettacolo fa da base ai fiori di due tipi: quelli esterni del raggio e quelli più interni del disco. Le brattee sono disposte in modo embricato di solito su una sola serie e possono essere connate alla base. Il ricettacolo è nudo (senza pagliette a protezione della base dei fiori); la forma è convessa e a volte è alveolato.
Fiori.  I fiori (4 - 8 fiori ligulati) sono tetra-ciclici (formati cioè da 4 verticilli: calice – corolla – androceo – gineceo) e pentameri (calice e corolla formati da 5 elementi). Sono inoltre ermafroditi, più precisamente i fiori del raggio (quelli ligulati e zigomorfi) sono femminili; mentre quelli del disco centrale (tubulosi e actinomorfi) sono bisessuali o a volte funzionalmente maschili.
- Formula fiorale:

*/x K {\displaystyle \infty }, [C (5), A (5)], G 2 (infero), achenio
- Calice: i sepali del calice sono ridotti ad una coroncina di squame.
- Corolla: nella parte inferiore i petali della corolla sono saldati insieme e formano un tubo. In particolare le corolle dei fiori del disco centrale (tubulosi) terminano con delle fauci dilatate a raggiera con cinque lobi. I lobi possono avere una forma da deltoide a triangolare-ovata. Nella corolla dei fiori periferici (ligulati) il tubo si trasforma in un prolungamento da nastriforme o ligulato a filiforme o allargato, terminante più o meno con cinque dentelli. Il colore delle corolle è giallo.
- Androceo: gli stami sono 5 con dei filamenti liberi. La parte basale del collare dei filamenti può essere dilatata. Le antere invece sono saldate fra di loro e formano un manicotto che circonda lo stilo. Le antere sono senza coda ("ecaudate"); a volte sono presenti delle appendici apicali che possono avere varie forme (principalmente lanceolate). La struttura delle antere è di tipo tetrasporangiato, raramente sono bisporangiate. Il tessuto endoteciale è radiale o polarizzato. Il polline è tricolporato (tipo "helianthoid").[13]
- Gineceo: lo stilo è biforcato con due stigmi nella parte apicale. Gli stigmi sono sub-cilindrici, troncati e con un ciuffo di peli alla sommità.  Le superfici stigmatiche (i recettori del polline) sono separate.[5]  L'ovario è infero uniloculare formato da 2 carpelli.
- Antesi: da luglio a agosto.

Frutti. I frutti sono degli acheni con pappo. La forma degli acheni è ellittico-oblunga oppure strettamente oblunga; la superficie è percorsa da diverse coste longitudinali e può essere glabra o talvolta pubescente. Possono essere presenti delle ali o degli ispessimenti marginali. Non sempre il carpoforo è distinguibile. Il pappo (persistente o caduco) è formato da numerose setole snelle, bianche disposte in serie multiple.

## Biologia
Impollinazione: l'impollinazione avviene tramite insetti (impollinazione entomogama tramite farfalle diurne e notturne).
Riproduzione: la fecondazione avviene fondamentalmente tramite l'impollinazione dei fiori (vedi sopra).
Dispersione: i semi (gli acheni) cadendo a terra sono successivamente dispersi soprattutto da insetti tipo formiche (disseminazione mirmecoria). In questo tipo di piante avviene anche un altro tipo di dispersione: zoocoria. Infatti gli uncini delle brattee dell'involucro (se presenti) si agganciano ai peli degli animali di passaggio disperdendo così anche su lunghe distanze i semi della pianta. Inoltre per merito del pappo il vento può trasportare i semi anche a distanza di alcuni chilometri (disseminazione anemocora).

## Distribuzione e habitat

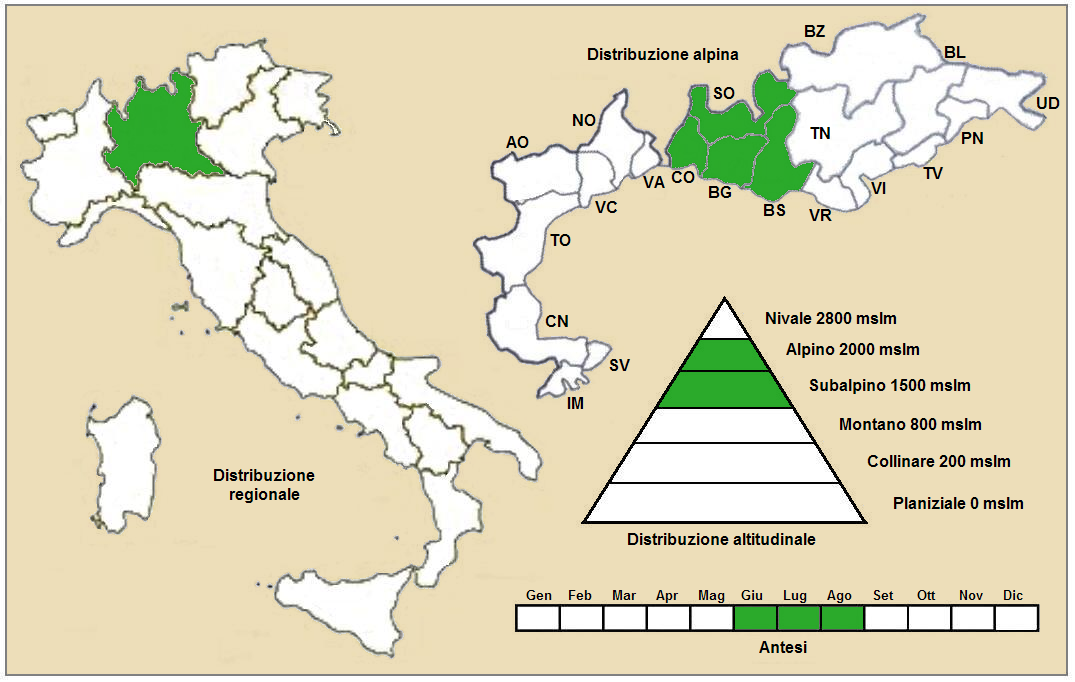
Distribuzione della pianta (Distribuzione regionale – Distribuzione alpina)

Geoelemento: il tipo corologico (area di origine) è Endemico Alpico.
Distribuzione: in Italia questa specie è rara e si trova nelle Alpi orientali e centrali. Fuori dall'Italia, sempre nelle Alpi, questa specie si trova in Svizzera.
Habitat: l'habitat preferito per queste piante sono le vegetazioni pioniere, le fessure delle rocce silicee e la vegetazione discontinua della fascia subnivale. Il substrato preferito è siliceo con pH acido, bassi valori nutrizionali del terreno che deve essere secco.
Distribuzione altitudinale: sui rilievi alpini, in Italia, queste piante si possono trovare tra 1.850 e 3.150 m s.l.m.; nelle Alpi frequentano quindi i seguenti piani vegetazionali: subalpino e alpino.

### Fitosociologia
Dal punto di vista fitosociologico alpino Jacobaea insubrica appartiene alla seguente comunità vegetale:
Formazione : delle comunità delle praterie rase dei piani subalpino e alpino con dominanza di emicriptofite
Classe: Juncetea trifidi
Ordine: Caricetalia curvulae
Alleanza: Caricion curvulae

## Tassonomia
La famiglia di appartenenza di questa voce (Asteraceae o Compositae, nomen conservandum) probabilmente originaria del Sudamerica, è la più numerosa del mondo vegetale, comprende oltre 23.000 specie distribuite su 1.535 generi, oppure 22.750 specie e 1.530 generi secondo altre fonti (una delle checklist più aggiornata elenca fino a 1.679 generi). La famiglia attualmente (2021) è divisa in 16 sottofamiglie; la sottofamiglia Asteroideae è una di queste e rappresenta l'evoluzione più recente di tutta la famiglia.

### Filogenesi
Il genere di questa voce appartiene alla sottotribù Senecioninae della tribù Senecioneae (una delle 21 tribù della sottofamiglia Asteroideae). La struttura della sottotribù è molto complessa e articolata (è la più numerosa della tribù con oltre 1.200 specie distribuite su un centinaio di generi) e al suo interno sono raccolti molti sottogruppi caratteristici le cui analisi sono ancora da completare. Il genere di questa voce, insieme al genere Bethencourtia, forma un "gruppo fratello" e si trova, da un punto di vista filogenetico, in una posizione abbastanza centrale della sottotribù.
I caratteri distintivi per le specie del genere  Jacobaea sono:
- caratteristico è il rivestimento con peli sottili, sinuosi formanti un feltro compatto;
- alcune brattee dell'involucro inferiore (chiamato anche calice dell'involucro) solo più lunghe di quelle interne.

La specie di questa voce (J. insubrica) secondo alcuni studi fatti all'inizio di questo nuovo millennio fu assegnata alla sezione Jacobaea (Mill.) Dumort. del genere Senecio; in seguito fu trasferita definitivamente al genere Jacobaea. In particolare le analisi di tipo filogenetico mostrano che il sotto-clade formato dalle specie J. incana (collegata alla specie di questa voce) insieme ad altre specie come J. adonidifolia, J. abrotanifolia e J. minuta è il più basale nel gruppo Jacobaea
All'interno del genere Jacobaea la specie di questa voce fa parte del "Complesso Jacobeae incana" composto dalle seguenti specie:
- Jacobaea incana (L.) Veldkamp
- Jacobaea insubrica (Chenevard) Galasso & Bartolucci
- Jacobaea carniolica (Willd.) Schrank
- Jacobaea disjuncta (Flatscher, Schneew. & Schönsw.) Galasso & Bartolucci

Caratteristiche principali del gruppo: il portamento è erbaceo bianco-tomentoso, i rizomi sono legnosi, i fusti sono obliqui o ascendenti con ramosità verso l'alto, le foglie basali sono lungamente picciolate con contorni lobati o pennati, le cauline sono divise in segmenti lineari, i capolini sono pochi o molti con fiori gialli o aranciati, i fiori ligulati per capolino sono da 3 a 8 e gli acheni sono lunghi 2 mm. Questo gruppo è molto polimorfo con una ampia distribuzione (dalla Sierra Nevada ai Carpazi); è un componente tipico dei pascoli alpini d'altitudine in ambienti freddi e umidi.
La specie  Jacobaea insubrica è individuata dai seguenti caratteri specifici:
- tutta la pianta è bianco-tomentosa;
- la lamina delle foglie è bruscamente ristretta alla base;
- sono presenti delle brattee esterne.

Il numero cromosomico della specie è 2n = 40 (o 60).

### Sinonimi
Sono elencati alcuni sinonimi per questa entità:
- Jacobaea carniolica subsp. insubrica  (Chenevard) Pelser, 2006
- Jacobaea incana subsp. insubrica  (Chenevard) B.Nord. & Greuter, 2006
- Senecio carniolicus var. insubricus  Chenevard, 1906
- Senecio insubricus (Chenevard) Flatscher, Schneew. & Schönsw., 2015